# Alessio De Paolis
Alessio De Paolis (Roma, 5 marzo 1893 – New York, 9 marzo 1964) è stato un tenore italiano naturalizzato statunitense, attivo in Italia e negli Stati Uniti dove tra il 1938 e il 1964 si esibì in ben 1555 rappresentazioni al Metropolitan Opera.

## Biografia
Studiò canto al Liceo musicale di Santa Cecilia di Roma con Pio Di Pietro. Debuttò al Comunale di Bologna nel 1919 nella parte del Duca di Mantova (Rigoletto di Giuseppe Verdi). Cantò nel 1921 nella parte di Fenton (Falstaff di Giuseppe Verdi) con Elvira Casazza, Mariano Stabile (cantante) ed Ernesto Badini nella serata inaugurale della nuova gestione di Arturo Toscanini al Teatro alla Scala di Milano.
Al Teatro Costanzi di Roma nel 1923 è Almaviva ne Il barbiere di Siviglia (Rossini) diretto da Gabriele Santini con Riccardo Stracciari e Don Fernan in Cristoforo Colombo (opera) diretto da Vittorio Gui con Ester Mazzoleni, nel 1924 Rodolfo ne La bohème con Maria Zamboni e Tancredi Pasero e Fenton in Falstaff e nel 1925 Rinuccio in Gianni Schicchi.
Nel 1927 è Florindo nella prima assoluta di Basi e Bote al Teatro Argentina di Roma.
Al Teatro La Fenice di Venezia nel 1927 è Lindoro ne L'italiana in Algeri con Vincenzo Bettoni ed Elvino ne La sonnambula.
Al Teatro Regio di Torino nel 1928 è Fenton in Falstaff diretto da Franco Capuana con Francesco Dominici e nel 1929 Fra Diavolo (opera).
Al Teatro comunale (Firenze) nel 1930 è Lindoro ne L'Italiana in Algeri con Conchita Supervia.
Nel 1931 De Paolis fu il primo interprete di Monsieur Le Bleau nella La vedova scaltra di Ermanno Wolf-Ferrari e nel 1936 il primo interprete di Christian nel Cyrano de Bergerac di Franco Alfano. Dopo parecchie stagioni come primo tenore al Teatro alla Scala, e anche in altri teatri italiani, si indirizzò verso ruoli di caratterista e diventò uno dei più importanti cantanti comprimari dei suoi tempi. 
Come tale cantò al Metropolitan Opera dal dicembre 1938 debuttando come Cassio in Otello (Verdi) diretto da Ettore Panizza con Giovanni Martinelli (tenore), Maria Caniglia e Lawrence Tibbett al 5 marzo 1964 interpretando 51 ruoli differenti, soprattutto del repertorio italiano e francese, in ben 1555 rappresentazioni.
Morì in un incidente stradale nel distretto di Queens a New York, dove viveva da circa trent'anni (a Manhasset), il 9 marzo 1964.

## Repertorio
| Ruolo                          | Titolo                          | Autore           |
| ------------------------------ | ------------------------------- | ---------------- |
| Christian                      | Cyrano de Bergerac              | Alfano           |
| Fra Diavolo                    | Fra Diavolo                     | Auber            |
| Elvino                         | La sonnambula                   | Bellini          |
| Flavio                         | Norma                           | Bellini          |
| Remendado                      | Carmen                          | Bizet            |
| Nottambulo                     | Louise                          | Charpentier      |
| Abate di Chazeul               | Adriana Lecouvreur              | Cilea            |
| Lord Arturo                    | Lucia di Lammermoor             | Donizetti        |
| Il Notaio                      | Don Pasquale                    | Donizetti        |
| Don Fernando                   | Cristoforo Colombo              | Franchetti       |
| L'Incredibile                  | Andrea Chénier                  | Giordano         |
| Despréaux                      | Madame Sans-Gêne                | Giordano         |
| Gabriello Chiaramantesi        | La cena delle beffe             | Giordano         |
| Evandro                        | Alceste                         | Gluck            |
| Beppe                          | Pagliacci                       | Leoncavallo      |
| Cenciaiolo                     | Iris                            | Mascagni         |
| Arlecchino                     | Le maschere                     | Mascagni         |
| Guillot Morfontaine            | Manon                           | Massenet         |
| Don Alvaro                     | L'africana                      | Meyerbeer        |
| Flaminio                       | L'amore dei tre re              | Montemezzi       |
| Un pastore                     | Orfeo                           | Monteverdi       |
| Don Basilio                    | Le nozze di Figaro              | Mozart           |
| Don Ottavio                    | Don Giovanni                    | Mozart           |
| Monostato                      | Il flauto magico                | Mozart           |
| Principe Šujskij               | Boris Godunov                   | Musorgskij       |
| Franz Pitichinaccio Spalanzani | I racconti di Hoffmann          | Offenbach        |
| Vespone                        | La serva padrona                | Pergolesi        |
| Florindo                       | Basi e Bote                     | Pick-Mangiagalli |
| Isèpo                          | La Gioconda                     | Ponchielli       |
| Edmondo Maestro di danza       | Manon Lescaut                   | Puccini          |
| Alcindoro Rodolfo              | La bohème                       | Puccini          |
| Spoletta                       | Tosca                           | Puccini          |
| Goro                           | Madama Butterfly                | Puccini          |
| Nick                           | La fanciulla del West           | Puccini          |
| Tinca Venditore di canzonette  | Il tabarro                      | Puccini          |
| Rinuccio Gherardo              | Gianni Schicchi                 | Puccini          |
| Pang Pong                      | Turandot                        | Puccini          |
| Il Marinaio                    | Maria Egiziaca                  | Respighi         |
| Lando                          | Madonna Oretta                  | Riccitelli       |
| L'astrologo                    | Il gallo d'oro                  | Rimskij-Korsakov |
| Il Messaggero                  | Il Dibuk                        | Rocca            |
| Lindoro                        | L'italiana in Algeri            | Rossini          |
| Conte d'Almaviva Sergente      | Il barbiere di Siviglia         | Rossini          |
| Secondo filisteo Un messaggero | Sansone e Dalila                | Saint-Saëns      |
| Un ebreo                       | Salomè                          | Strauss          |
| Valzacchi                      | Il cavaliere della rosa         | Strauss          |
| Il Maggiordomo                 | Arianna a Nasso                 | Strauss          |
| L'Adolescente                  | La donna senz'ombra             | Strauss          |
| Laerte                         | Mignon                          | Thomas           |
| Duca di Mantova Borsa          | Rigoletto                       | Verdi            |
| Un messaggero                  | Il trovatore                    | Verdi            |
| Gastone                        | La traviata                     | Verdi            |
| Un giudice                     | Un ballo in maschera            | Verdi            |
| Trabuco                        | La forza del destino            | Verdi            |
| Araldo reale                   | Don Carlo                       | Verdi            |
| Cassio                         | Otello                          | Verdi            |
| Fenton                         | Falstaff                        | Verdi            |
| Mime                           | L'oro del Reno                  | Wagner           |
| Un pastore                     | Tristano e Isotta               | Wagner           |
| David Zorn                     | I maestri cantori di Norimberga | Wagner           |
| Mime                           | Sigfrido                        | Wagner           |
| Monsieur Le Bleau              | La vedova scaltra               | Wolf-Ferrari     |
| Dona Pasqua                    | Il campiello                    | Wolf-Ferrari     |
| Filipeto                       | I quatro rusteghi               | Wolf-Ferrari     |
| Frulla                         | La farsa amorosa                | Zandonai         |
| Cantatore                      | Giulietta e Romeo               | Zandonai         |
| Liecrona                       | I cavalieri di Ekebù            | Zandonai         |

## Discografia
- Berg: Wozzeck (Live In New York 1959) - Karl Böhm/Hermann Uhde/Eleanor Steber/Kurt Baum/Charles Anthony Caruso, 1959 Walhall
- Bizet, Carmen - Lily Djanel/Mack Harrell/Metropolitan Opera Chorus & Orchestra/Sir Thomas Beecham/Raoul Jobin/Licia Albanese/Leonard Warren/Helen Olheim/Thelma Votipka/Lorenzo Alvary/George Cehanovsky/Alessio De Paolis, 1943 Walhall
- Bizet, Carmen - Licia Albanese/Jan Peerce/Risë Stevens/Margaret Roggero/George Cehanovsky/Robert Merrill/Hugh Thompson/Paula Lenchner/Robert Shaw Chorale/Fritz Reiner/RCA Victor Orchestra/Alessio De Paolis/Osie Hawkins, 1951 Naxos
- Giordano: Andrea Chénier (Live) - Renata Tebaldi/Richard Tucker/Ettore Bastianini/Metropolitan Opera/Fausto Cleva, 1960 MYTO Historical
- Massenet: Manon - Licia Albanese/Giuseppe Di Stefano/Jerome Hines/Fausto Cleva/Metropolitan Opera, 1951 Archipel - Walhall
- Mozart: Le Nozze Di Figaro - Fritz Busch/Eleanor Steber/Bidu Sayão/Jarmila Novotná/John Brownlee/Italo Tajo/Claramae Turner/Salvatore Baccaloni/Alessio De Paolis/Leslie Chabay/Anne Bollinger/Lorenzo Alvary/Thelma Altman/Lillian Raymondi/Metropolitan Opera, 1949 Archipel - Walhall
- Offenbach, La Perichole - Patrice Munsel/Rosalind Elias/Cyril Ritchard/Theodore Uppman/Paul Franke/Heidi Krall/Madelaine Chambers/Metropolitan Opera Orchestra & Chorus/Calvin Marsh/Ralph Herbert/Charles Anthony Caruso/Jean Morel/Alessio De Paolis, 1957 Naxos
- Offenbach: Les Contes d'Hoffmann (Metropolitan Opera) - Pierre Monteux/Roberta Peters/Risë Stevens/Lucine Amara/Martial Singher/Richard Tucker, 1955 Sony
- Ponchielli : La Gioconda (Live Recording New York 20.04.1957) - Metropolitan Opera/Fausto Cleva/Gianni Poggi/Zinka Milanov/Leonard Warren/Cesare Siepi, Archipel
- Puccini: Madama Butterfly - Metropolitan Opera Orchestra & Chorus/Dimitri Mitropoulos/Dorothy Kirsten/Daniele Barioni/Clifford Harvnot/Mildred Miller/Madeline Chambers/Alessio De Paolis/Osie Hawkins/Calvin Marsh, 1945 Global Village/Living Stage
- Puccini: Tosca (Live) - Grace Moore/Metropolitan Opera Chorus & Orchestra/Cesare Sodero/Jan Peerce/Lawrence Tibbett/Lorenzo Alvary/Salvatore Baccaloni/Alessio De Paolis/George Cehanovsky/John Baker/Mona Paulee, 1946 Walhall
- Puccini: Turandot - Birgit Nilsson/Franco Corelli/Anna Moffo/Bonaldo Giaiotti/Leopold Stokowski/Metropolitan Opera Orchestra & Chorus, 1961 Milano Dischi
- Puccini: Manon Lescaut (New York 1956) - Metropolitan Opera/Dimitri Mitropoulos/Licia Albanese/Jussi Björling/Fernando Corena, Archipel
- Strauss R.: Der Rosenkavalier (Live Recordings 1946) - Irene Jessner/Alessio De Paolis/Hertha Glaz/Thomas Hayward/Anthony Marlowe/Walter Olitzki/Lodovico Oliviero/Mona Paulee/Gerhard Pechner/Lillian Raymondi/Maxine Stellman/Emanuel List/Thelma Votipka/George Szell/Metropolitan Opera Orchestra & Chorus/Jarmila Novotna/Thelma Altman/Lorenzo Alvary/Ludwig Burgstaller/Edward Caton/Nadine Conner/Emery Darcy, Walhall
- Verdi: La traviata (Live) - Renata Tebaldi/James McCracken/Osie Hawkins/Metropolitan Opera Chorus & Orchestra/Fausto Cleva/Giuseppe Campora/Leonard Warren/Helen Vanni/Alessio De Paolis/Calvin Marsh/George Cehanovsky/Clifford Harvuot/Emilia Cundari, 1957 Walhall
- Verdi: Otello - George Szell/Torsten Ralf/Stella Roman/Leonard Warren/Chorus and Orchestra of the Metropolitan Opera, 1946  Archipel - Walhall
- Verdi: Falstaff - Leonard Warren/Regina Resnik/Giuseppe Valdengo/Cloe Elmo/Licia Albanese/Giuseppe Di Stefano/Metropolitan Opera/Fritz Reiner, 1949 Sony
- Wagner: Die Meistersinger - Fritz Reiner/Metropolitan Opera Orchestra & Chorus/Hans Hopf/Victoria de los Ángeles/Hertha Glaz/Richard Holm/Josef Greindl/Paul Schöffler/Thomas Hayward/Gerhard Pechner/Algerd Brazis/Mack Harrell/Osie Hawkins/Alessio De Paolis/Joseph Folmer/Emery Darcy/Lorenzo Alvary/Lawrence Davidson/Clifford Harvuot, 1953 Sony